# 八幡城 (駿河国)
八幡城（やはたじょう）、または八幡山城（やはたやまじょう）は、静岡県静岡市駿河区八幡山にあった戦国時代の日本の城。現在は八幡山公園となっている。

## 概要
静岡駅から東に約1キロメートルの、同市街平野部に独立する八幡山（標高63メートル）に造られた平山城である。
静岡市が1986年（昭和61年）に現地に設置した解説板などでは、1411年（応永18年）に守護として駿河に入った今川範政が、駿府防衛のために築いた城塞の一つとしている。1476年（文明8年）に勃発した今川義忠の子・竜王丸（後の今川氏親）の家督継承をめぐる今川家中内乱の際には、関東から派遣された太田道灌が布陣したと伝えられるほか、京から派遣された伊勢盛時（北条早雲）が小鹿範満に対抗して築いたともされる。また静岡浅間神社神主で郷土史家の新宮高平（1794年-1873年）が、1861年（文久元年）に記した地誌『駿河志料』では、今川氏親が家督を継承した初期に伊勢盛時の館があった場所とも伝えている。
現在は「八幡山公園」となり、大きく改変が加えられているため遺構は明瞭ではないが、曲輪とみられる平坦面が複数残っている。